# فيليب فيليم أمير أوراني
فيليب فيليم أمير أوراني (بالإسبانية: Felipe Guillermo de Orange-Nassau)‏ (بالهولندية: Filips Willem van Oranje) أو فيليب ويليام أمير أورانج (19 ديسمبر 1554 ـ 20 فبراير 1618) هو الابن الأكبر لويليام الصامت من زوجته الأولى آنا فان إغمونت. صار أميرًا لأوراني سنة 1584 وفارسًا لرتبة الصوف الذهبي سنة 1599.